# Чеський філармонічний оркестр
Чеський філармонічний оркестр (чеськ. Česká filharmonie) — чеський симфонічний оркестр, що базується в Празі. В 2008 зайняв 20 місце в списку 20 найкращих оркестрів світу за версією журналу Gramophone.

## Історія
Оркестр було засновано в 1896 році, коли оркестранти празького Національного театру
виконали твори Дворжака під управлінням автора. В 1901 році оркестр був виділений зі складу оперної трупи. У 1908 оркестром на прем'єрі своєї симфонії № 7 диригував Густав Малер. В 1919—1931 та 1933—1941 оркестр очолював Вацлав Таліх, а в 1950—1968 — Карел Анчерл. З 2003 до 2009 рр. оркестр очолював Зденек Мацан, який пішов у відставку з поста головного диригента в 2007. Починаючи з сезону 2009—2010 років його наступником став Еліаху Інбал.
У 2005 році оркестр був номінований на премію «Греммі».

## Головні диригенти
| - 1901—1903 Людвік Челанскій - 1903—1918 Вілем Земанек - 1919—1931 Вацлав Таліх - 1933—1941 Вацлав Таліх - 1942—1948 Рафаель Кубелик - 1950 Карел Шейна - 1950—1968 Карел Анчерл | - 1968—1989 Вацлав Нойман - 1990—1992 Іржі Белоглавек - 1993—1996 Герд Альбрехт - 1996—2003 Володимир Ашкеназі - 2003—2007 Зденек Мацан - 2009 — дотепер Еліаху Інбал |